# Médaille Vishisht Seva
La médaille Vishisht Seva (VSM) est une décoration des forces armées indiennes. Elle est décernée pour reconnaître "un service distingué d'un ordre élevé" à tous les gradés des forces armées indiennes.
La médaille peut être décernée à titre posthume et les attributions suivantes sont représentées par une barrette portée sur le ruban. La médaille comporte le droit d'utiliser "VSM" comme lettres post-nominales. La médaille fut établie à l'origine sous le nom de "Médaille Vishisht Seva, classe III". Elle fut renommée sous son nom actuel le 27 janvier 1967. Le dessin de la médaille est resté inchangé et le changement ne se reflète que dans les dossiers.
À partir de 1980, la médaille Yudh Seva fut introduite pour reconnaître des services exceptionnels dans un environnement opérationnel. Depuis lors, l'attribution de la VSM a été limitée aux services non opérationnels.